# ستيفان ميتزجر
ستيفان ميتزجر (بالألمانية: Stéphane Metzger ) (و. 1973 – م) هو ممثل من فرنسا . ولد في باريس .

## التعليم
تعلم في المعهد الوطني العالي للفنون الدرامية ‏

## روابط خارجية
- ستيفان ميتزجر على موقع IMDb (الإنجليزية)
- ستيفان ميتزجر على موقع ألو سيني (الفرنسية)
- ستيفان ميتزجر على موقع أول موفي (الإنجليزية)
- ستيفان ميتزجر على موقع قاعدة بيانات الأفلام السويدية (السويدية)
- ستيفان ميتزجر على موقع قاعدة بيانات الفيلم (الإنجليزية)
- ستيفان ميتزجر على موقع كينوبويسك (الروسية)